# Tobias Grünenfelder
Tobias Grünenfelder (Elm, 22. studenog 1977.) je švicarski alpski skijaš. Njegov brat Jürg Grünenfelder također je alpski skijaš.

## Rezultati
- 3. u spustu Svjetskog kupa, Bormio (2005/2006)
- 4. u superveleslalomu Svjetskog kupa, Beaver Creek (2004/2005)
- 3. u superveleslalomu Svjetskog kupa, Garmisch-Partenkirchen (2003/2004)
- 3. u superveleslalomu Svjetskog kupa, Garmisch-Partenkirchen (2002/2003)

## Vanjske poveznice
- Osobna stranica Jürgena i Tobiasa Grünenfeldera  Arhivirana inačica izvorne stranice od 14. ožujka 2007. (Wayback Machine)
- FIS profil  Arhivirana inačica izvorne stranice od 29. siječnja 2010. (Wayback Machine)